# 't Hofke 13

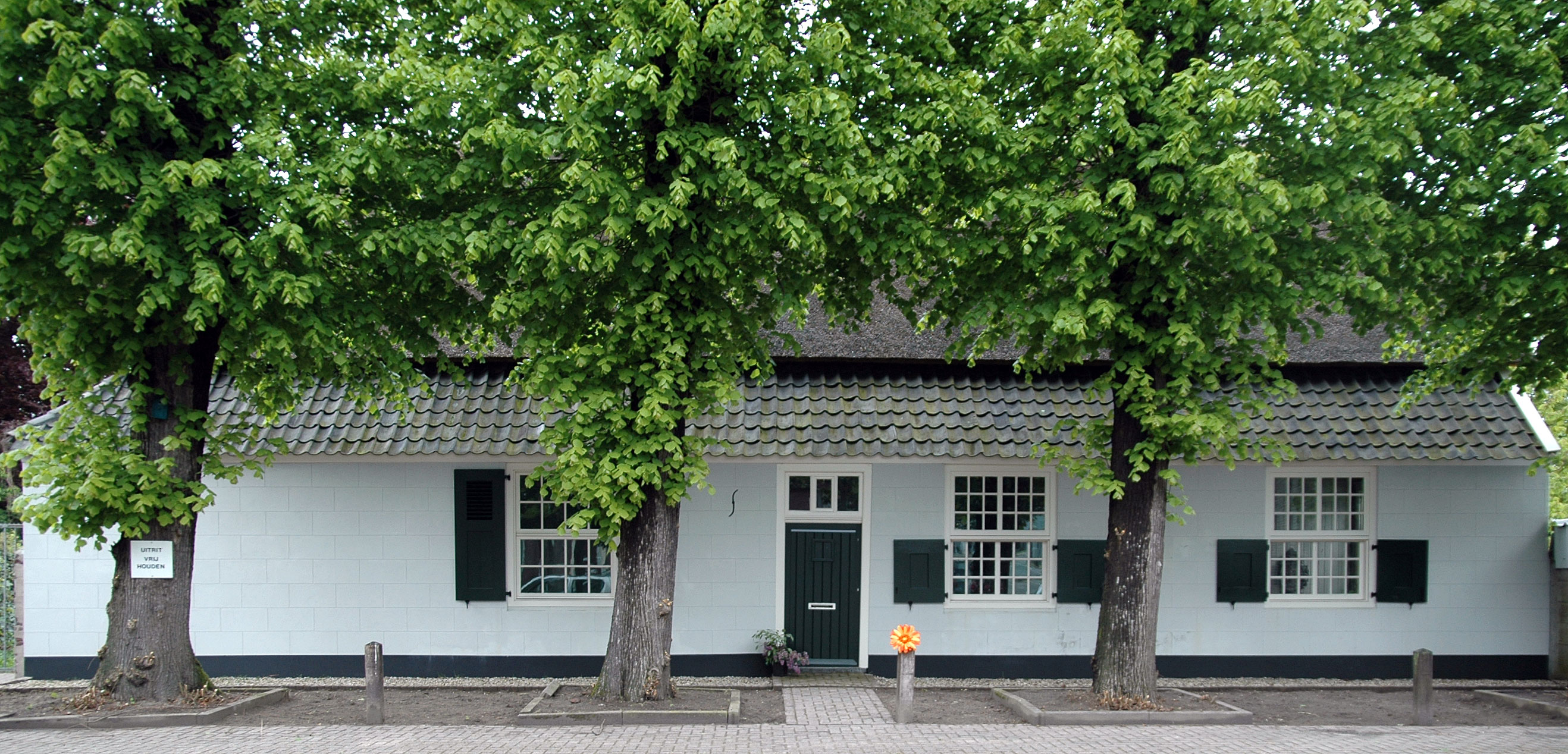
't Hofke 13

 't Hofke 13 is een voormalige boerderij met de status van rijksmonument, in stadsdeel Tongelre van de Nederlandse gemeente Eindhoven.
Het pand dateert uit de zestiende eeuw en er zijn interessante historische structuren in bewaard gebleven. De blokbepleistering die vanaf de openbare weg zichtbaar is geeft echter de indruk dat het een weinig bijzonder negentiende-eeuws pand is. Het is een van de oudste panden van Eindhoven.

## Beschrijving
Het gebouw is oorspronkelijk gebouwd als hallenhuis. Het heeft in de loop der tijd een niet geheel voltooide transformatie ondergaan naar langgevelboerderij. Het is opgetrokken in baksteen en heeft een wolfsdak, gedekt met pannen en riet. De zuidgevel is voorzien van blokbepleistering. Binnenin het pand bevinden zich oude houten ankerbalkgebinten. Het pand ligt een eind van de weg, en is vrij onopvallend. Ook de bomen vlak voor het pand en het in 1920 gebouwde raadhuis benemen zicht op het pand.
Al vóór 1978 kreeg het de status van rijksmonument.

## Gebruik van het pand
Oorspronkelijk was het pand in gebruik als boerderij. Het is waarschijnlijk bewoond geweest door welgestelde burgers en boeren.
Tussen 1860 en 1910 was het een herberg, bierhuis en dorpscafé; eigenaar was ene Van Poppel. In het voorhuis bevonden zich een toog en enkele tafels en stoelen. De klanten kwamen voornamelijk op zaterdagavonden en op zondag na de Hoogmis, alsmede op markt- en kermisdagen.
De laatste bewoners waren het echtpaar Sjef en Tonnie van Poppel, die een gemengd bedrijf hadden, en Sjefs broer Huub. Zij namen de boerderij over van hun moeder Drika van Poppel-Sanders, die de boerderij runde vanaf 1918, toen haar echtgenoot Cornelis van Poppel plotseling overleed.  Lokaal is de boerderij nog wel bekend als de boerderij van Van Poppel. Na het overlijden van Sjef is de boerderij in 1990 verkocht aan de gemeente Eindhoven.
Na restauratie zou het pand ter beschikking komen van het naastgelegen wijkcentrum 't Oude Raadhuis. Dit is echter niet doorgegaan en het pand heeft leeggestaan tot het op 5 mei 2010 gekraakt is. Het pand staat sinds 1 augustus 2019 leeg.

## Onderzoek
In 1993 (maart-mei) is archeologisch onderzoek gedaan op het binnenterrein van 't Hofke. Daarbij werd op enkele meters van de oostgevel van het pand een afvalkuil gevonden met afval uit de zestiende en zeventiende eeuw, alsmede gebrandschilderd glas. Men trof o.a. schotels van majolica en fraaie kannen van aardewerk aan. Dit afval (gedateerd tussen 1575 en 1675) deed bewoning door een welgesteld huishouden vermoeden. Namen van bewoners zijn echter niet bekend; daar is geen archiefonderzoek naar gedaan. Naar aanleiding van de onderzoeksresultaten is twee jaar later, in 1995, een bouwhistorisch onderzoek gedaan naar de boerderij zelf. Bij het onderzoek bleek de (niet geheel voltooide) overgang van laat-zestiende-eeuws hallenhuis naar langgevelboerderij goed te reconstrueren. Daarbij werden (door middel van dendrologisch onderzoek) de ankerbalkgebinten gedateerd op ca. 1584.

## Bouwkundige historie

### Bouw, ca. 1584
Het pand is, blijkens de ouderdom van de gebinten, gebouwd rond 1584.

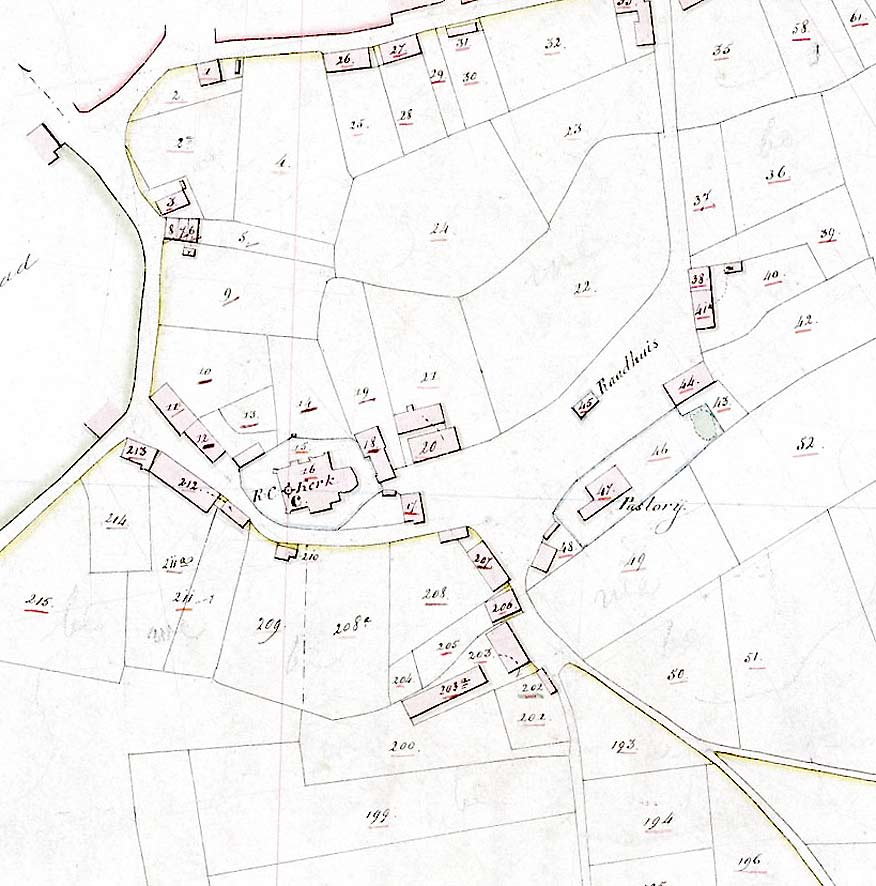
Detail van een kadastrale kaart van Tongelre uit 1832. Het pand, midden op de kaart, heeft nummer 20.

Het was oorspronkelijk een driebeukig hallenhuis, met vier ankerbalkgebinten. Oorspronkelijk had het pand een vrij prominente plaats in het hart van het dorp, aan het centrale dorpsplein (de markt) van Tongelre; het lag ook slechts een meter of twintig van de toenmalige Sint-Martinuskerk, die in 1891 werd gesloopt. E.e.a. is goed te zien op de kadastrale kaart van 1832.
Uit telmerken op de gebintplaten is iets van de geschiedenis van het pand af te lezen. Het was ca. 12,5 bij 11 m groot.
Zoals toen bij boerderijen gebruikelijk waren stallen en woning in het hoofdgebouw ondergebracht. Het woongedeelte bevond zich aan de westzijde, met een ingang aan de korte gevel en tegen de binnenmuur een open stookplaats. Naast de stookplaats was een doorgang naar de voorstal, van waaruit het vee kon worden gevoerd. De voorstal had ook een buitendeur in de lange gevel. Verder bevond zich in het gebouw een lagergelegen potstal, waarin vee werd gehouden (voornamelijk voor de mest, vanwege de arme grond). Boven de potstal kon hooi worden opgeslagen.

### Verbouwing ca. 1600
De boerderij is al rond 1600 ingrijpend verbouwd. De oostgevel werd afgebroken en het woongedeelte is verlengd, waarbij een van de oorspronkelijke gebinten verdween; er werd een onderkelderde opkamer toegevoegd aan de noordoostkant (wellicht gebruikt als slaapkamer). De opkamer was voorzien van een rijk versierd kruiskozijn. Het bestaande deurtje van de opkamer naar de zolder, met mooi geheng in smeedwerk en een opmerkelijk timmermansmerk, is wellicht ook in deze periode gemaakt. De (koele) kelder is waarschijnlijk gebruikt voor opslag van zuivelproducten. De nieuwe gevel werd opgetrokken in baksteen in kruisverband; een deel hiervan is nog zichtbaar.

### Verbouwing 18e eeuw
Ook in de achttiende eeuw is het pand verbouwd: toen werden het bedrijfsgedeelte, de lange gevel aan de straatkant en ook de oostelijke kopgevel vernieuwd. Voor de onderste helft van de kopgevel zijn bakstenen hergebruikt; de bovenste helft bestaat uit nieuwe. Na de verbouwing was de gevel niet langer overkraagd. De lange gevel werd naar binnen verplaatst en werd daardoor hoger. Het pand heeft toen het uiterlijk gekregen dat het anno 2011 nog steeds heeft.

### 19e en 20e eeuw
In de negentiende en twintigste eeuw zijn er ook wijzigingen aan het gebouw aangebracht. Zo werd de westgevel vervangen door een nieuwe van machinaal vervaardigde bakstenen, en de indeling van het pand werd enigszins gewijzigd. Later zijn sanitaire voorzieningen aangebracht. Dit waren allemaal geen structurele ingrepen.
Door het gewijzigde stratenplan verloor het pand zijn prominente positie en is het nu vrij onopvallend.

### 21e eeuw
Bij het onderzoek in 1995 werd al geconstateerd dat het gebouw in bouwvallige staat verkeerde. In 2003 werd door B&W van de gemeente besloten dat het pand op korte termijn zou worden gerestaureerd. In 2006 verkeerde het pand, eigendom van de gemeente Eindhoven, nog steeds in zeer slechte staat. De Eindhovense Henri van Abbe Stichting heeft de gemeente hierop aangesproken. Aan het pand is uiteindelijk groot onderhoud gepleegd. Daarbij is het grootste deel van de originele dakbalken verwijderd en vervangen door nieuw hout; dit tot ongenoegen van de Van Abbe Stichting.